# Бригола (Тревизо)
Бригола је насеље у Италији у округу Тревизо, региону Венето.
Према процени из 2011. у насељу је живело 57 становника. Насеље се налази на надморској висини од 31 м.